# Franklin Chaves
Franklin Gondim Chaves (Fortaleza, 10 de fevereiro de 1908 — Fortaleza, 20 de dezembro de 1992) foi um político brasileiro.
Foi deputado estadual e governador do Ceará, de 12 de agosto a 12 de setembro de 1966 e foi presidente da Assembleia Legislativa do estado em 1966, ano em que chegou a assumir o Governo do Estado do Ceará em razão da saída de Virgílio Távora.

## Dados Biográficos
Filho de Sindulfo Serafim Freire Chaves e de Dulcineia Gondim Chaves, foi educador e importante comerciante. Na adolescência, trabalhou com seu irmão José Chaves, na cidade de Limoeiro do Norte, na empresa "Cunha & Chaves".
Nos primórdios de sua adolescência, empregou-se na casa comercial de seu irmão José Chaves, em Limoeiro do Norte-CE. Em 1925, passou a interessado da firma J. Chaves & Irmão, naquela época restrita ao comércio retalhista de tecidos, miudezas e ferragens, e, depois, ampliada com a seção industrial constituída de fábrica de extração de óleo de oiticica, óleo e descaroçamento de algodão. Estendendo ainda mais as suas atividades, dedicou-se igualmente à Agricultura e à Pecuária, mantendo a maior cultura racional de carnaúba do Estado, na fazenda Campestre, no município de Pacajus-CE.
Vereador na Câmara Municipal de Limoeiro do Norte-CE (de 1935 a 1937), chegou a ocupar a presidência da mesma; É reconhecido por ser o idealizador e um dos principais fundadores da Escola Normal Rural de Limoeiro, chegando a fundar e ter sido Presidente da Sociedade Pró-Educacional Rural de Limoeiro que mantinha financeiramente a Escola Normal.

No acervo histórico da Escola Normal de Limoeiro, há menção a um registro de Franklin Gondim Chaves acerca da fundação da escola após dialogar com Padre Hélder Câmara que era o Diretor da Instrução Pública no Ceará naquela época:
"Em julho de 1935, foi realizada a primeira semana ruralista em Juazeiro. Fascinado pelo idealismo construtor desses movimentos aceitei o convite que me fez o Pe. Hélder para incorporar-me a comitiva que de Fortaleza se deslocou, em trem especial, para Juazeiro sob a direção do Dr. Plácido Aderaldo Castelo. Em Juazeiro o Pe. Hélder, então diretor da Instrução Pública do Ceará, deu-me a oportunidade de conhecer a educadora por todos os títulos admirável – Maria Gonçalves da Rocha Leal. Dentro de pouco tempo estávamos presos por uma grande amizade, e então, numa tarde morna de julho, abrigados a sombra de uma parceria os três nos encontrávamos. A palestra girou em torno de assuntos educacionais e D. Gonçalves apontava a necessidade de encaminhar-se o ensino no Brasil, por moldes novos, pois, a escola devia ser o pivô dos momentos de renovação nacional que se esboçava no País. O Pe. Hélder, traçava planos e apontava os rumos que desejava dar a Instrução no Ceará. Tudo aquilo me entusiasmava e de tal forma, que propus criar uma Escola Normal, em moldes novos, aqui em Limoeiro. Aceita a ideia, ficou combinado o seguinte: eu fiquei com a responsabilidade de conseguir recursos necessários para a construção da escola; o Pe. Hélder incubiu-se de fornecer a planta e de preparar o esboço do plano educacional; e D. Gonçalves comprometeu-se de vir dirigi-la." (Franklin Gondim Chaves, 1946, Acervo Histórico da Escola Normal)
Franklin também foi Fundador e Presidente da Sociedade dos Amigos de Limoeiro do Norte-CE, Presidente do Conselho Central da Sociedade de São Vicente de Paulo da Diocese de Limoeiro do Norte-CE, Presidente do Círculo de Operários Católicos e Promotor de outras iniciativas de grande alcance, tendo nele encontrado a Diocese Limoeirense um dedicado amigo e auxiliar na realização de suas obras de assistência sócio-católica. Por todas estas atividades, tornou-se no campo da Ação Social, merecedor do apreço e da admiração dos cidadãos daquela cidade.
Eleito pelo PSD para o cargo de deputado estadual nas eleições de 1950, 1954 e 1958. Depois, se mudou para a ARENA e conseguiu ser eleito em 1962, 1966 e 1970. Foi o 3º membro da família Chaves a ter assento na Assembleia Cearense, pois foram deputados o seu avô, o Coronel Serafim Tolentino e o seu tio, o Dr. Leonel Serafim Freire Chaves. Era filiado ao PSD e foi o principal rival de Manuel de Castro Filho (UDN).

## Carreira
Dedicou-se também à agricultura e à pecuária, explorando a cultura racional da carnaúba.
Fundou escolas em Limoeiro do Norte. Foi deputado no estado do Ceará. Assumiu o Governo do Estado em 1966, por substituição na época em que foi Presidente da Assembleia Legislativa do Ceará.